# Пежо тип 18
Пежо тип 18 (фр. Peugeot Type 18) је био аутомомобил средње класе произведен између 1896. и 1901. од стране француског произвођача аутомобила Пежо у њиховој фабрици у Оданкуру. У том периоду је произведено 26 јединица.
Аутомобил је покретао четворотактни, двоцилиндрични мотор снаге 6-8 КС. Мотор је постављен позади и преко ланчаног преноса давао погон на задње точкове.
Тип 18 је имао међуосовинско растојање од 1700 мм дужине 2750 мм и висине 2200 мм. Каросерија је типа break са простором за осам особа.